# Centri za humanitarno razminiranje
U svetu postoje mnogi centri i organizacije za uklanjanje mina ili organizacije za deminiranje koje rade na uklanjanju mina i neeksplodiranih ubojnih sredstava (NUS) iz vojnih, humanitarnih ili komercijalnih razloga. Deminiranje obuhvata razminiranje to jest (stvarno uklanjanje i uništavanje mina/NUS sa zemlje), kao i snimanje, mapiranje i obeležavanje opasnih područja.
Šira oblast protivminskog delovanja takođe uključuje zastupanje, pomoć žrtvama, uništavanje zaliha protivpešadijskih mina, upozoravanje na mine i istraživanje. Cilj je da se očisti zemljište kako bi se civili mogli vratiti svojim domovima i svojim svakodnevnim životima bez opasnosti od nagaznih mina i neeksplodiranih ostataka rata (ERV), koji uključuju neeksplodirana ubojna sredstva i napuštena eksplozivna sredstva. To znači da sve mine i ERV koji pogađaju mesta u kojima žive obični ljudi moraju biti očišćeni, a njihova bezbednost u područjima koja su očišćena mora biti zagarantovana. Mine su očišćene i površine verifikovane kako bi mogli da kažu da je zemljište sada bezbedno i da ljudi mogu da ga koriste bez brige o oružju.

## Centri, organizacije, agencije ili vojska za uklanjanje mina i drugih NUS-a

### Vojska i vojno razminiranje
Vojska kao i vojne agencije za uklanjanje mina ili kasetne municije u ratu fokusiraju se na proces koji vojnici preduzimaju da raščiste bezbedan put kako bi mogli da napreduju tokom sukoba. Vojni proces deminiranja zahteva samo mine koje blokiraju strateške puteve potrebne za napredovanje ili povlačenje vojnika u ratu. Ovaj proces prihvata da može doći do ograničenih žrtava zbog ratnih dejstava tokom rata kao i brzog razminiranja da bi obezbedili napredovanje svojih trupa. Takođe tokom ratnih dejstava vojska čisti i svoje vojne objekte kod kojih se utvrdi da ima postavljenih mina ili ostataka od kasetnih bombi ili nekog drugog neeksplodiranog ubojnog sredstva. Dok u miru vojska ili neke vojne agencije su uglavnom angažovane na čišćenju vojnih objekata, a sve druge organizacije, centri za razminiranje ili neke agencije rade na čišćenju, to jest razminiranju terena, tomo gde nema vojnih objekata. U nekim retkim slučajevima je dopušteno i civilnim agencijama za razminiranje da urade čišćenje vojnih objekata.

### Služba Ujedinjenih Nacija za uklanjanje mina ( UNMAS )
Služba Ujedinjenih nacija za uklanjanje mina ( UNMAS ) je služba koja se nalazi u okviru Odeljenja Ujedinjenih nacija za mirovne operacije koja je specijalizovana za koordinaciju i sprovođenje aktivnosti na ograničavanju pretnje koju predstavljaju mine, eksplozivni ostaci rata i improvizovane eksplozivne naprave. Služba funkcioniše u skladu sa zakonodavnim mandatom Ujedinjenih nacija i Generalne skupštine i Saveta bezbednosti, kao i na zahtev pogođenih država članica, generalnog sekretara Ujedinjenih nacija ili njihovog službenika.
Ujedinjene nacije su bile uključene u protivminsku akciju od kada su uspostavile Program protivminske akcije za Avganistan 1989. Pored toga, početkom 1990-ih, organizacija je sprovodila različite aktivnosti protiv mina u Kambodži, Angoli, Bosni i Mozambiku u okviru svojih mirovnih operacija.
Međutim, UNMAS nije formalno formiran sve do 1997. godine, kada su spojene - Jedinica za deminiranje Odeljenja za mirovne operacije i Jedinica za uklanjanje mina i politike Odeljenja za humanitarna pitanja. Tako je stvoren jedinstveni organ koji radi na podršci vizije „sveta bez opasnosti od mina i neeksplodiranih ubojnih sredstava“.
Generalna skupština je 1998. godine pozdravila stvaranje Rezolucije UNMAS-a 53/26, kojom je Služba označena kao: „fokusna tačka za protivminsku akciju u okviru sistema Ujedinjenih nacija, i njenu tekuću saradnju i koordinaciju svih aktivnosti Ujedinjenih nacija u vezi sa minama, fondovima i programima agencije,“.
Rad UNMAS-a je podeljen na 5 stubova protivminske akcije:
1. Čišćenje
2. Obrazovanje o opasnostima od mina
3. Pomoć žrtvama
4. Advokatura
5. Uništavanje zaliha

### Međunarodni centar za humanitarno razminiranje u Ženevi (GICHD)
Međunarodni centar za humanitarno deminiranje - Ženeva (GICHD) radi na eliminisanju nagaznih mina i oslobađanju sveta od pretnje od drugih mina i eksplozivnih ostataka rata, uključujući kasetnu municiju. Taj centar uzima u obzir zabrinutost i patnju stanovništva koje živi u miniranim područjima. Osnovali su ga Švajcarska i nekoliko drugih zemalja u aprilu 1998. U martu 2003. GICHD je zaključio statusni sporazum sa švajcarskom vladom kojim se garantuje njena nezavisnost i sloboda delovanja. Centar ima preko 40 zaposlenih i finansijski ga podržava oko 20 zemalja i međunarodnih organizacija. Primarne funkcije GICHD-a uključuju: lobiranje protiv upotrebe mina i drugih uređaja koji mogu dovesti do eksplozivnih ostataka rata (ERV), procenu efekata ERV na civile širom sveta i pružanje stručnosti u prevenciji civilnih žrtava usled ERV.
GICHD, u partnerstvu sa drugim organizacijama, pruža operativnu pomoć, preduzima istraživanja, širi znanje, unapređuje upravljanje kvalitetom i standarde, i podržava instrumente međunarodnog prava, sa opštim ciljem povećanja učinka i profesionalizma u humanitarnom deminiranju.
Centar učestvuje u svim ovim aktivnostima, osim medicinske pomoći. Centar primenjuje svoje znanje na protivpešadijske mine i sve druge vrste mina i eksplozivnih ostataka rata (ERV) u širem smislu te reči, uključujući sve oblike mina, neeksplodiranih ubojnih sredstava, napuštenih naprava i kasetne municije. GICHD brzo reaguje bez obzira na hitnu situaciju, rekonstrukciju, izgradnju mira i razvoj. Čineći to, prepoznaje prioritet država pogođenih minama u protuminskom delovanju i podstiče te iste države da učestvuju u lokalnim aktivnostima, kao i da grade svoje kapacitete. Glavni partneri Centra su vlade, međunarodne i regionalne organizacije, lokalne i međunarodne nevladine organizacije,
GICHD radi na eliminaciji protivpešadijskih mina, kasetne municije i na smanjenju humanitarnog uticaja drugih mina i eksplozivnih ostataka rata. GICHD je posvećen humanitarnim principima humanosti, nepristrasnosti, neutralnosti i nezavisnosti.
Oblasti nadležnosti Centra obuhvataju protivpešadijske mine, sve druge vrste mina i eksplozivne ostatke rata (ERV) u širem smislu tog pojma, zatim neeksplodirana ubojna sredstva (NUS) uključujući kasetnu municiju, i napuštena ubojna sredstva (AKSO). GICHD odgovara na čitav spektar hitnih situacija, rekonstrukcije, održavanja mira, razoružanja, rekonstrukcije i razvoja. To čini poštujući primarnu odgovornost pogođenih država za protivminske akcije, i stavljajući naglasak na lokalno vlasništvo i izgradnju kapaciteta.
GICHD je razvio jedan sveobuhvatan geografski informacioni sistem IMSMA, zajedno sa moćnom relacionom bazom podataka, što ga čini alatom za upravljanje informacijama lakim za korišćenje i održavanje. Dizajniran za deminere i stručnjake za NUS, sistem im pomaže da donose odluke, koordiniraju operacije i upravljaju informacijama na terenu. Nudi jednostavan korisnički interfejs sa kartografskom funkcionalnošću, kao i navigacioni sistem koji omogućava lak pristup unosu podataka. Sa IMSMA, administratori i praktičari za deminiranje imaju čitav niz inovativnih funkcija za upravljanje informacijama koje se mogu lako prilagoditi potrebama korisnika na terenu. Sistem obezbeđuje alate za sledeće aktivnosti: planiranje, izveštavanje i mapiranje za uklanjanje mina, ERV i kasetne municije; podizanje svesti o minama i upozoravanje na mine; informacije o žrtvama i socio-ekonomski aspekti protivminske akcije. IMSMA pomaže administratorima da prate njihov napredak i da operacije deminiranja učine sigurnijim, bržim i efikasnijim. Sistem koristi standardnu računarsku tehnologiju i lako se može prilagoditi potrebama korisnika na terenu.

### Danska grupa za razminiranje (DDG)
Danska grupa za razminiranje (DDG) osnovana je 1997. godine i danas funkcioniše kao jedinica za humanitarno uklanjanje mina u okviru Danskog saveta za izbeglice (DRC), stoga ima koristi od sinergije u saradnji. Od avgusta 2012. Misija DDG-a je da ponovo stvori bezbedno okruženje u kome ljudi mogu da žive bez opasnosti od mina, neeksplodiranih ubojnih sredstava i malokalibarskog i lakog oružja. DDG posluje sa tri strateška cilja koji definišu osnovne i specifične ciljeve operacija:
- Povećati ljudsku bezbednost uklanjanjem mina i neeksplodiranih ubojnih sredstava, smanjiti pretnju od malokalibarskog i lakog naoružanja i pružanjem obrazovanja o riziku i podizanjem svesti
- Obezbedite orijentisana na uticaj, isplativa i inovativna rešenja u bliskoj saradnji sa relevantnim akterima kao što su lokalne zajednice, vladine institucije i međunarodni partneri za saradnju
- Podržati lokalne strukture i institucije u pronalaženju održivih rješenja zaostale probleme na način koji omogućava ekonomski i društveni razvoj. [ potrebno pojašnjenje ]

DDG radi na tome da omogući postkonfliktnim zajednicama da (ponovno) dobiju pristup svojoj imovini i podrže napore vlada i organizacija za pružanje pomoći i razvoja da omoguće oporavak i tranziciju zajednice ka društvenom i ekonomskom razvoju.
DDG trenutno vodi programe protivminskog delovanja u Avganistanu, Iraku, Libiji, Mjanmaru, Somaliji (uključujući Somalilend), Južnom Sudanu, Šri Lanki i Vijetnamu, i programima za smanjenje oružanog nasilja u Obali Slonovače, Keniji, Libiji, Somaliji (Somalija). i Puntland), Južni Sudan, Uganda i Jemen. U Liberiji DDG je bio uključen u razvoj zakonodavstva o malokalibarskom i lakom naoružanju u saradnji sa lokalnim vlastima.
DDG je jedan od osnivača Globalne alijanse za borbu protiv oružanog nasilja (GAAV).
Sve radove koje obavlja DDG se odvijaju prema najvišim tehničkim standardima, uz poštovanje bezbednosnih razmatranja i uz dužno poštovanje prioriteta zajednice. Operacije DDG-a su akreditovane u skladu sa Međunarodnim standardima za protivminsko delovanje (IMAS) i, gde su dostupni prema nacionalnim tehničkim standardima (NTSG). DDG koristi širok spektar pristupa za oslobađanje bezbednog zemljišta, uključujući ručno i mehaničko deminiranje. Primer DDG pristupa je čišćenje od sela do sela koje integriše vezu sa zajednicom, obrazovanje i čišćenje i uspešno se primenjuje u nekoliko zemalja u kojima organizacija radi.
Kao deo misije DDG-a da obezbedi da efikasnost protivminskih akcija rezultira efektivnošću uticaja, DDG je razvio priručnik za praćenje uticaja protivminskog delovanja koji je dostupan svim zainteresovanima.

### APOPO
APOPO obučava džinovske pacove iz istočne Afrike da otkriju nagazne mine. Ovu neobičnu ideju razvila je u konkurentnu tehnologiju grupa belgijskih i tanzanijskih istraživača i trenera životinja. APOPO je neprofitna organizacija koja je u partnerstvu sa belgijskom vladom, Ženevskim međunarodnim centrom za humanitarno deminiranje (GICHD), Evropskom unijom (EU), pokrajinom Antverpen (Belgija), Flamanskom zajednicom, vojskom SAD i privatni donatori. Dalje su sarađivali u razminiranju sa Norveškom narodnom pomoći (NPA), Programom ubrzanog razminiranja (ADP), Handicap International-om (HI) i Mozambikanska kompanija za razminiranje (EMD).
Puna obuka za detekciju mirisa traje u proseku oko devet meseci, a prati je niz akreditacionih testova. Jednom obučeni, pacovi mogu da rade otprilike četiri do pet godina pre nego što odu u penziju. Svi pacovi su uzgajani i obučeni u Morogoro centru za uzgoj i obuku. One rat costs approximately 6,000 euros to train. Obuka jednog pacova košta približno 6.000 evra.
Obuka počinje socijalizacijom u uzrastu od 5-6 nedelja, a zatim kroz principe „operantnog kondicioniranja“. Posle dve nedelje nauče da povezuju zvuk „klik“ sa nagradom za hranu - bananom ili kikirikijem. Kada saznaju da "klik" znači hranu, pacovi su spremni da budu obučeni na ciljani miris. U skladu sa vrstom specijalizacije prati se niz faza obuke, od kojih svaka gradi na veštini naučenoj u prethodnoj fazi. Složenost njihovih zadataka se postepeno povećava sve dok ne moraju da urade završni slepi test. Pacovi koji padnu na testu su penzionisani.

### DEMIRA
DEMIRA (Deutsche Minenraeumer eV) je međunarodna, humanitarna, nevladina organizacija (NVO) registrovana u Nemačkoj. NVO DEMIRA je osnovana 1996. godine sa ciljem pružanja humanitarnog čišćenja mina, EOD (Ekplozivno uklanjanje ubojnih sredstava), hitne medicinske pomoći i pomoći u katastrofama ljudima koji žive u posleratnim zemljama i žrtvama prirodnih katastrofa i građanskih nemira.
DEMIRA je sprovela:
- Humanitarno čišćenje mina, EOD i uništavanje neeksplodiranih ubojnih sredstava (NUS) u Angoli, Mozambiku, Namibiji i Bosni i Hercegovini.
- Pružila hitnu medicinsku pomoć i pomoć u katastrofama nakon cunamija u Šri Lanki, u zemljotresnom regionu Kašmir / Pakistan, tokom sukoba u Libanu, u oblasti zemljotresa na Javi / Indoneziji i u regionu Tohoku u Japanu nakon što ga je pogodio cunami.
- Izvršioli su istraživanja i procene minskih polja u Somalilendu, Libanu, Hrvatskoj, Srbiji i Turskoj.
- Sprovedeno istraživanje i razvoj multi-senzorske tehnologije i mehaničkog deminiranja u saradnji sa Istraživačkim centrom Evropske komisije u Ispri / Italija, FOERSTER Reutlingen, TNO Holandija i EMRAD Engleska.[10]

### Humanitarna fondacija Golden Vest GWHF
Humanitarna fondacija Golden Vest je američka neprofitna organizacija koja je razvila tehnologiju čišćenja mina. Godine 2010. GVHF je radio sa Norveškom narodnom pomoći u revolucionarnom programu uništavanja zaliha kasetnih bombi.
U Kambodži, Golden Vest Humanitarian Foundation je u partnerstvu sa Kambodžanskim centrom za uklanjanje mina (CMAC) pružio podršku u istraživanjima i razvoju aktivnosti protivminskih akcija u Kraljevini Kambodži. Ove aktivnosti uključuju Program prikupljanja eksploziva, Edukaciju o opasnostima od mina i drugo.
U Centralnoj Americi je Humanitarna fondacija Golden Vest preduzela programe uništavanja zaliha ubojnih sredstava za Organizaciju američkih država.
U Vijetnamu je 2009. godine GVHF se udružio sa Memorijalnom fondacijom Vijetnamskih veterana kako bi preduzeo projekat istraživanja i razvoja koji je sponzorisao Stejt department SAD.
U Moldaviji je 2009. i 2010. godine GVHF radio na projektu za uklanjanje kasetnih bombi.
U Nikaragvi, Humanitarna fondacija Golden Vest radila je sa Organizacijom američkih država na programima uništavanja zaliha mina.

### HALO Trust
HALO Trust je nepolitička, nereligiozna, nevladina organizacija za čišćenje mina registrovana u Britaniji i Sjedinjenim Državama. Osnovana 1988. godine, tako da je to najstarija svetska međunarodna humanitarna nevladina organizacija za deminiranje, i najveća je sa preko 8.000 deminera i pomoćnog osoblja u preko 20 zemalja. Do početka 2006. HALO je očistio preko 1,5 miliona nagaznih mina, preko 11 miliona komada ubojnih sredstava velikog kalibra i preko 200.000 kasetne municije. Oko 10.800 minskih polja je očišćeno i 87.316 hektara (353,36 km²) je zaštićeno od nagaznih mina, dok je još 361.956 hektara (1.464,78 km²) zaštićeno od neeksplodiranih i napuštenih ubojnih sredstava.
Misija HALO-a je da „zaštiti živote i obnovi sredstva za život onih koji su pogođeni sukobom“
HALO Trust je radio u velikom broju zemalja i to:
Angola, je već više od 40 godina teško pogođeno nagaznim minama i drugim eksplozivnim ostacima rata (ERV), i veruje se da je još uvek jedna od zemalja sa najviše mina na svetu. Između 1962. i 1972. veruje se da se u Angoli dogodio ukupno 2.571 minski incident. Procene za ukupan broj žrtava ERV u Angoli veoma variraju, od 23.000 do 80.000. HALO radi u Angoli od 1994. Ostvaren je značajan napredak, HALO procenjuje da još ima oko 10 godina rada da bi se Angola oslobodila od svih nagaznih mina.
U Mozambiku je HALO objavio da je uklonio 171.000 mina u zemlji i zaposlio oko 1.600 muškaraca i žena tokom dvadeset dve godine rada u toj zemlji. Vlada Mozambika je objavila u septembru 2015. da je zemlja oslobođena i proglasio je slobodnim od svih poznatih nagaznih mina.
Somalilend je nepriznata de fakto nezavisna država koja se nalazi na severozapadu Somalije na Rogu Afrike. Polaganje mina dogodilo se tokom 1964. godine kada je izbio Etiopsko-somalijski granični rat kao i Ogadenskog rata 1977-78, kada su minska polja postavljena pretežno duž etiopske granice. Granica i važni pristupni putevi bili su poprilično minirani.
U Kambodži je od 1979. godine zabeleženo preko 63.500 žrtava mina i ERV, sa preko 25.000 amputiranih, što je najveći odnos amputiraca po glavi stanovnika na svetu. Uprkos značajnom smanjenju broja žrtava tokom poslednjih godina, sa 875 u 2005. na 269 u 2008. godini, problem mina i ERV u Kambodži i dalje predstavlja veliku prepreku društvenom i ekonomskom razvoju zemlje. Međutim, s obzirom na više od 18 godina humanitarnog deminiranja, pretnja od mina je sada uglavnom koncentrisana u samo 21 severozapadnoj pograničnoj oblasti. Između 1991. i maja 2010. godine HALO Trust je u Kambodži očistio preko 6.115 hektara (15.110 hektara) zemljišta kontaminiranog nagaznim minama, dok je uništio preko 229.000 nagaznih mina, 139.200 komada municije velikog kalibra i 1,28 miliona metaka. Dok je od 2010. godine HALO Trust je imao preko 1.150 nacionalnog osoblja koje je radilo u provincijama Battambang, Banteai Meanchei, Otdar Meanchei i Pailin. Regrutovanje, obuka i zatim raspoređivanje ženskih i muških deminera iz oblasti pogođenih minama znači da zajednice zagađene minama ostaju integralna komponenta u procesu čišćenja. Živeći i radeći u ovim zajednicama, demineri metodično oslobađaju Kambodžu od opasnosti od mina.
U Laosu je u toku Vijetnamskog rata (1964. do 1973) je zemlja bila izložena teškom vazdušnom bombardovanju, što je rezultiralo najvećom kontaminacijom na svetu od neeksplodirane podmunicije. SAD procenjuju da su tokom ovog perioda bacile preko 2 miliona tona bombi, uključujući i 270 miliona kasetne municije (lokalno poznate kao "bombije"). U istom periodu, nepoznat broj protivpešadijskih i protivtenkovskih mina postavljen je duž granica zemlje i oko vojnih baza i aerodroma . Dok broj nesreća povezanih sa minama i NUS-om nastavlja da opada sa preko 200 godišnje u 1990-im na oko 50 u 2018, preko 25% svih sela u Laosu i dalje ostaje kontaminirano, prvenstveno NUS-om . HALO-ovo istraživanje, uklanjanje eksplozivnih ubojnih sredstava (EOD) i program čišćenja NUS-a fokusiran je na četiri najzagađenija okruga u provinciji Savanakhet. Od 2017. godine, njegovo osoblje je brojalo 303 (45% žena), formirajući 10 timova za čišćenje i 14 anketnih timova. Za 2018. imala je dozvolu da proširi na 14 okruga na ukupno 538 sela .
U Šri Lanki HALO timovi rade od 2002. godine gde sprovode ručno i mehaničko čišćenje mina uz istraživanje i uklanjanje eksplozivnih ubojnih sredstava (EOD), sa 1.045 deminerskog osoblja u provincijama Jaffna, Kilinochchi i Mulaittivu . U decembru 2015. HALO Trust je objavio da je uklonio 200.000 mina u Šri Lanki.
U Gruziji najveći deo preostalih minskih problema potiče od minskih polja postavljenih oko bivših sovjetskih vojnih baza. To uključuje bivše vojne baze, udaljena pogranična područja i područja za obuku koja su se vratila u civilnu upotrebu. U 2009. godini, nacionalno istraživanje minskih polja preostalih u Gruziji otkrilo je ukupno 15 kontaminiranih lokacija. Od ovih 15, za deset je identifikovano da imaju direktan humanitarni uticaj. HALO trenutno radi na dva od ovih minskih polja i nada se da će očistiti još sedam. Čišćenje minskih polja oko bivših sovjetskih vojnih objekata u Gruziji često je komplikovano zbog značajnih količina otpada i ruševina. HALO ima tehnike mehaničkog čišćenja mina takvih lokacija korišćenjem prilagođenih građevinskih mašina kao što su oklopni bageri i lopate sa prednjim utovarom. HALO trenutno zapošljava preko 100 zaposlenih u Gruziji, od kojih većina dolazi iz zajednica pogođenih minama .
Nagorno Karabah je sporna regija na Južnom Kavkazu. Međunarodno priznat kao deo Azerbejdžana, a koje je naseljeno uglavnom etničkim Jermenima, koji su proglasili nezavisnost, a to je rezultiralo Prvim ratom u Nagorno-Karabahu od 1992. do 1994. Od 2000. godine HALO je obezbedio kapacitete za čišćenje mina velikih razmera, a tokom 10 godina HALO je očistio preko 236 km² kontaminiranog zemljišta i vratio ga pogođenim zajednicama. Do sredine 2010. HALO je pronašao i uništio u Nagornom Karabahu preko 10.000 nagaznih mina, kao i 10.000 kasetne municije i 45.000 drugih eksplozivnih predmeta.
U Čečeniji je 1997. godine HALO počeo da radi obučavajući Čečene da uklanjaju nagazne mine postavljene u ratu između Čečenije i Rusije 1994–1996. HALO je bio primoran da zaustavi radove nakon što je izbio drugi rat, gde su njihova četiri deminera ubijena od raketne artiljerije. Rusija je optužila HALO da je pobunjenicima pružila vojnu obuku, ali su predstavnici HALO-a odbacili takve optužbe, navodeći da su oni pružali samo standardnu obuku u deminiranju.
Na Kosovu (spornoj teritoriji) je došlo polaganje mina bilo uglavnom od strane vojske bivše Republike Jugoslavije, ali i od Oslobodilačke vojske Kosova, a to se odvijalo prvenstveno 1999. godine. Pored mnogih predmeta NUS-a koji su rezultat sukoba, NATO bombardovanje 1999. godine ostavilo je neeksplodiranu kasetnu municiju na mnogim lokacijama širom Kosova. HALO je održavao operacije deminiranja i čišćenja područja borbenih dejstava između 2004. i 2006. godine i sproveo istraživanje veza sa zajednicom širom zemlje 2006. i 2007. Ovo istraživanje je identifikovalo 126 područja kojima je još uvek potrebno čišćenje, iznad i izvan 46 oblasti evidentiranih u nacionalnoj bazi podataka. HALO je započeo treću fazu operacija čišćenja u maju 2008. Ukupno od 1999. godine, HALO je očistio preko 38 hektara (94 hektara) minama zagađenog zemljišta i 1.263 hektara (3.120 hektara) zemljišta zagađenog kasetnom municijom. U tom procesu, HALO je uništio 4.330 mina i 5.377 kasetne podmunicije i drugih eksplozivnih predmeta. Kasetna municija ima uticaj na infrastrukturne projekte i HALO je pronašao i uništio kasetnu municiju kako bi očistio put projektima proširenja puteva. Povremeno čišćenje ne može da prati razvoj i najmanje jednu kasetnu municiju su otkrili timovi za izgradnju puteva 2010. HALO trenutno ima tri tima i ukupno 65 deminera akreditovanih i raspoređenih za čišćenje minskih polja od mina kao i kasetne municije.
U Ukrajini je HALO uključen od 2016. godine u čišćenje mina postavljenih tokom rata u Donbasu.
U Kolumbiji je vojska završila čišćenje 31 minskog polja koje su postavili, ali se procenjuje da je još ostalo 10.000 sumnjivih NSAG minskih polja. Ovo je uglavnom bio razlog zašto Kolumbija sada ima slične žrtve od mina kao i Avganistan. U 2013, Kolumbija je imala između 4,9 i 5,5 miliona interno raseljenih lica (IRL), što je najveći broj na svetu. Ove populacije sada doživljavaju visoku stopu žrtava i nesreća kada se vraćaju u svoja područja ranijeg boravka.. Kolumbijska vlada je zvanično pozvala HALO Trust u junu 2009. da sprovede veliki program čišćenja terena od mina, koji je tada radio faze istraživanja i procene. HALO je prva civilna organizacija koja ima formalni sporazum i registraciju sa kolumbijskom vladom i trenutno vrši istraživanje prioritetnih miniranih područja u pripremi za humanitarne operacije čišćenja.

### Hendikep Internešnal
Handikep Internešnal ili danas Humanost i inkluzija je jedan od 6 osnivača Međunarodne kampanje za zabranu nagaznih mina koja je dobila Nobelovu nagradu za mir 1997. Handicap International je uključen u edukaciju o opasnostima od mina i projekte deminiranja u Avganistanu, na Kosovu, Mozambiku i Somaliji .

### Norveška Narodna Pomoć
Norveška narodna pomoć (NPA) je jedna od najvećih norveških nevladinih organizacija, osnovana 1939. Na osnovu principa solidarnosti, jedinstva, ljudskog dostojanstva, mira i slobode, NPA je uključena u više od 400 projekata u 30 zemalja. NPA je uključena u protivminsku akciju od 1992. Kambodža i Mozambik su bile prve zemlje u kojima je NPA započela čišćenje mina i organizacija je od tada značajno porasla. Od decembra 2011. NPA je bila uključena u protivminsku akciju u šesnaest zemalja Afrike, Azije, Bliskog istoka i Evrope. Norveška Narodna pomoć i dan danas radi na deminiranju kontaminiranog područja, tako da je od kada je počela sa tim poslom od 1992. gudine pa do sada uklonila preko 2 miliona mina, kasetne municije i drugih neeksplodiranih ubojnih sredstava, tako oslobađajući preko 1 milijardu kvadratnih metara prethodno kontaminiranog zemljišta u više od 40 zemalja i teritorija. Trenutno NPA ima programe deminiranja u više od 20 zemalja i teritorija.

### Japanska služba za uklanjanje mina (JMAS)
Japanska služba za uklanjanje mina ( JMAS ) je japanska neprofitna organizacija osnovana 2002. godine koju je vodio stručnjak za mine a koji se kasnije povukao. 1. jula 2002. godine počela je aktivnost na uništavanju neeksplodiranih ubojnih sredstava u provinciji Plaivan u Kambodži. Trenutno rade u Kambodži, Laosu, Palauu i Saveznim Državama Mikronezije, gde angažuju lokalno stanovništvo obučavajući ih da rade na uklanjanju nagaznih mina i neeksplodiranih ubojnih sredstva. Od 2008. godine u Kambodži i Angoli počele su aktivnosti deminiranja pomoću mašina za deminiranje. Pored toga, kako bi se sprečile nesreće sa nagaznim minama od strane lokalnog stanovništva, pamfleti i emisije sa slikama se koriste za temeljno informisanje i podizanje svesti o opasnostima od mina. JMAS je trenutno aktivan uglavnom u Kambodži, Laosu i Avganistanu.

### Prva linija odbrane (1st Line Defense)
Prva linija odbrane je kompanija za uklanjanje neeksplodiranih ubojnih sredstava (NUS), za uklanjanje eksplozivnih sredstava (EOD) i za uklanjanje mina. Ova kompanija posluje globalno i oni su konsultanti za smanjenje rizika koje biraju mnoge organizacije zbog toga što su ovlašćene od strane Ministarstva unutrašnjih poslova Ujedinjenog Kraljevstva i licencirane policije - i dodaju neprocenjivu stručnost i podršku građevinskim projektima svih veličina i obima.

### Crosstech SA
Crosstech SA je komercijalna kompanija koja je u 100% vlasništvu FSD-a. Ona služi potrebama kupaca (kao što su UN u Sudanu) koji više vole da rade sa komercijalnim subjektom, a ne sa nevladinom organizacijom. Cilj Crosstech SA je pružanje usluga protivminskog delovanja i pružanje usluga FSD-u. Iako je Crosstech SA komercijalna kompanija, ona mora da obavlja svoju delatnost pod nadzorom odeljenja za fondacije švajcarske vlade.

### Horizon Assignments (India) Pvt Ltd[мртва веза]
Horizon Assignments (India) Pvt Ltd je osnovan kao dodatak Horizon OPCEM-u, a registrovana je 23. oktobra 2003. u skladu sa Zakonom o kompanijama iz 1956. Organizacija je sertifikovana i globalno akreditovana od strane Ujedinjenih nacija za humanitarno deminiranje ISO 9001-2008. HORIZON je preduzeo 16 projekata deminiranja u Šri Lanki od 2003. do 2012. i projekat u Jordanu 2006-07. Horizon je dobio sredstva od Vlade Indije za projekte deminiranja u Šri Lanki. U Kuvajtu, Horizon je izvršio EOD/UKSO istraživanje na više od 400.000 kvadratnih metara i radiološko istraživanje površine više od 270.000 kvadratnih metara. HORIZON je do sada otkrio i uništio oko 124.630 nagaznih mina/NUS-a/uređaja i očistio 100.050.554 kvadratnih metara zaražene površine zajedno sa radiološkim pregledom na više od 320.000 kvadratnih metara površine u Kuvajtskoj naftnoj kompaniji.

### Mechem Demining
Mechem Demining je odeljenje južnoafričke državne kompanije za vazduhoplovnu i odbrambenu opremu Denel. Aktivni su u oblasti humanitarnog deminiranja od 1991. godine, Mechem koristi značajno iskustvo stečeno kroz tri decenije rada sa SANDF-om i drugim klijentima u obezbeđivanju protivminskih mera. Mechemove operacije deminiranja su u potpunosti u skladu sa Međunarodnim standardima za protivminsko delovanje (IMAS).

### Minefree
Minefree je najveći izraelski izvođač radova na deminiranju. MINEFREE je specijalizovan za izvođenje projekata visoke složenosti u oblastima deminiranja, čišćenja NUS-a, BAC-a, uništavanja zaliha i EOD-a. Rukovodstvo MINEFREE-a čine bivši generali IDF-a, koji imaju više od 40 godina iskustva u oblastima vezanim za borbeno inženjerstvo.

### G4S Ordnance Management
G4S Ordnance Management je komercijalni lider u sanaciji zagađenja životne sredine od nagaznih mina, neeksplodiranih ubojnih sredstava (NUS) i eksplozivnih ostataka rata (ERV), čišćenja bojnih polja i upravljanja konvencionalnim oružjem. Tokom proteklih 14 godina, G4S Ordnance Management je radio u preko 20 različitih zemalja uključujući Avganistan, Bosnu, Čile, Kipar, Irak, Lao PDR, Liban, Mozambik, Nepal, ostrvo Sahalin (Rusija) i Sudan.

### RONCO ConsultingАрхивиранона веб-сајту(23. април 2022)
RONCO Consulting je preduzeo operacije čišćenja mina i neeksplodiranih ubojnih sredstava (NUS) u preko 35 zemalja od 1989. RONCO zapošljava skoro 200 tehničkih savetnika obučenih u obuci i implementaciji programa čišćenja i uklanjanja mina/NUS-a i improvizovanih eksplozivnih ubojnih sredstava. RONCO je specijalizovan u sledećim oblastima: ručno deminiranje, psi za otkrivanje mina, psi za otkrivanje eksploziva, uklanjanje eksplozivnih sredstava, improvizovano uklanjanje eksplozivnih sredstava, osnovno/napredno održavanje života u slučaju traume, upravljanje bezbednošću.

### Centar za humanitarno razminiranje Republike Srbije
Centar za razminiranje Srbije je osnovan 2002. godine, u prvo vreme kao savezni organ pri Ministarstvu spolјnih poslova, a 2003. godine, odgovarajućom odlukom Vlade, postaje republički organ, prvo kao Služba Vlade, a kasnije kao posebna organizacija.
Nadležnosti Centra su određene Zakonom o ministarstvima i prilikom formiranja svake nove Vlade, odgovarajućim članom Zakona o ministarstvima, definiše se delokrug Centra. Centar je kadrovski osposoblјen i tehnički opremlјen za obavlјanje poslova koji su mu Zakonom stavlјeni u nadležnost. Vlada Republike Srbije usvaja Program rada Centra i Izveštaj o radu Centra.
Direktora Centra postavlja Vlada i on ima status državnog službenika na položaju. Sredstva za rad Centra obezbeđuju se u Budžetu Srbije. Plate i druge naknade zaposlenih i postavljenog lica određene su prema Zakonu o platama državnih službenika. Direktor Centra je Bojan Glamočlija, koji rukovodi i planira rad Centra; pruža stručna uputstva; koordinira i nadzire rad državnih službenika u Centru; obavlja poslove evropskih integracija; ostvaruje međunarodnu saradnju iz delokruga Centra; obezbeđuje javnost u radu i dostupnost informacijama od javnog značaja; obavlja i druge poslove u skladu sa Zakonom.
Prve operacije razminiranja u Srbiji po Međunarodnim standardima za humanitarno razminiranje organizovane su 2003. godine. Centar, pored ostalog, obavlјa izviđanja lokacija za koje se sumnja da su zagađene kasetnom municijom, minama i drugim neeksplodiranim ubojitim sredstvima, izrađuje projekte za humanitarno razminiranje i prati realizaciju tih projekata, vrši kontrolu kvaliteta radova, obavlјa međunarodnu saradnju, stara se o sprovođenju Međunarodnih standarda i izvršavanju međunarodnih ugovora i dr.
Poslove razminiranja po Međunarodnim standardima obavlјaju specijalizovana preduzeća i druge organizacije koje su za te poslove registrovane, tehnički opremlјene i kadrovski osposoblјene. Konkursne procedure za izbor izvođača radova za realizaciju projekata za humanitarno razminiranje koji se finansiraju iz međunarodnih donacija sprovodi donator, po pravilu uz učešće međunarodnih fondacija preko kojih plasira donacije. U ostalim slučajevima konkursne procedure sprovodi investitor.

#### Opis posla kojim se bavi Centar za humanitarno razminiranje Republike Srbije
Problemi u vezi sa humanitarnim razminiranjem u Srbiji su brojni, a brzina njihovog rešavanja zavisi od obezbeđenja sredstava za razminiranje. Za usklađivanje poslova u vezi sa humanitarnim razminiranjem, u Srbiji je 2002. godine osnovan Centar za razminiranje kao samostalni državni organ.
Prilikom osnivanja Centra, predstavnici relevantnih međunarodnih organizacija su tražili da se Centar za razminiranje u Srbiji, kao i u drugim zemljama u regionu, formira kao samostalni državni organ, izvan takozvanih „ministarstava sile“ (Ministarstvo unutrašnjih poslova, Ministarstvo odbrane). Tom prilikom je nedvosmisleno ukazano da samo ukoliko Centar bude civilni organ, koji nije u sastavu pomenutih ministarstava, može računati na pomoć međunarodnih organizacija i donatora.
Centar za razminiranje u Srbiji, pored ostalog, obavlja izviđanje lokacija za koje se sumnja da su zagađene kasetnom municijom, minama i drugim neeksplodiranim ubojitim sredstvima (NUS), izrađuje projekte za razminiranje, dostavlja ih donatorima ili međunarodnim fondacijama radi obezbeđenja donacija za njihovu realizaciju, vrši kontrolu kvaliteta razminiranja, obavlja međunarodnu saradnju, stara se o sprovođenju međunarodnih standarda i izvršavanju međunarodnih ugovora i dr.
Konkursne procedure za izbor izvođača radova za realizaciju projekata za humanitarno razminiranje koji se finansiraju iz međunarodnih donacija sprovodi donator, po pravilu uz učešće međunarodnih fondacija preko kojih plasira donacije. U ostalim slučajevima konkursne procedure sprovodi investitor.

#### Podaci o ostacimakasetne municije, mina, avio bombi i drugih NUS-a na teritoriji Srbije
U Srbiji razminiranje obavljaju specijalizovana preduzeća i druge organizacije koje su za te poslove registrovane, tehnički opremljene i kadrovski osposobljene. Podaci o površinama na kojima se nalazi kasetna municija, avionske bombe – rakete, mine i drugi NUS, koji će biti izneti u ovom materijalu, ne odnose se na zemljište i objekte koje koristi vojska i policija u Srbiji.

##### Podaci o ostacimakasetne municijena teritoriji Srbije
Utvrđeno je da je u toku bombardovanja 1999. godine NATO delovao kasetnim bombama po više stotina lokacija u 16 opština u Srbiji, ne računajući opštine na Kosovu i Metohiji. (Grad Niš - opština Medijana i opština Crveni Krst, Kraljevo, Brus, Preševo, Bujanovac, Kuršumlija, Raška, Gadžin Han, Tutin, Sjenica, Čačak, Vladimirci, Knić, Stara Pazova i Sopot).
Prilikom bombardovanja snage NATO-a su koristile sledeće kasetne bombe: RBL-755, CBU-87, CBU-99, AGM-154/A i BL-755 u kojima se nalazilo od 145 do 247 komada kasetne municije tipa MK-1, MK-4, MK-118, BLU-97/A, BLU-97/B i BLU-97A/B.
U toku i neposredno nakon bombardovanja, policija i vojska Srbije je uklanjala neeksplodiranu kasetnu municiju koja se nalazila na površini zemlje što je značajno uticalo na smanjenje broja stradalih, pre svega, dece. S obzirom da tom prilikom nije otkrivana i uništavana neeksplodirana kasetna municija koja je prodrla u zemlju, taj posao se sada obavlja kako bi se u potpunosti osigurala bezbednost ljudi. Na teritoriji Republike Srbije kasetna municija se još uvek nalazi na površini od oko 900,000 m². U skladu sa Međunarodnim standardima do sada je kasetna municija očišćena sa površine od 12.890.663 m².
Sredstva za obavljena čišćenja od kasetne municije obezbeđena su:
1. preko Međunarodne fondacije za jačanje bezbednosti ljudi (ITF) iz donacija SAD, Norveške, Nemačke, Irske,Češke i Južne Koreje;
2. Fabrika duvana u Nišu je 2004. godine finansirala razminiranja kruga te fabrike;
3. Ministarstvo za kapitalne investicije Republike Srbije i Direkcija za urbanizam i izgradnju u opštini Raška finansirali su 2006., odnosno 2009. godine čišćenje kasetne municije na dve lokacije na Kopaoniku, dok je 2016. godine Kontrola letenja Srbije i Crne Gore “SMATSA” d.o.o. finansirala čišćenje kasetne municije na jednoj lokaciji na Kopaoniku.
4. Vlada Ruske Federacije je 2008., 2009., 2013. i 2014. godine godine finansirala razminiranje – čišćenje kasetne municije sa četiri lokacije u Nišu.

##### Podaci o ostacima avionskih bombi, kao i raketama na kopnu na teritoriji Srbije
Pretpostavlja se da se, od bombardovanja 1999. godine, neeksplodirane avionske bombe-rakete nalaze na teritoriji Srbije na oko 150 lokacija u zemlji na dubini i do 20 metara.
Izviđanje ostalih lokacija za koje se sumnja da su zagađene neeksplodiranim avionskim bombama – raketama je u toku.

##### Podaci o ostacima mina na teritoriji Srbije
Nakon prikupljanja relevantnih informacija, Centar je u saradnji sa ITF-om organizovao izviđanje na prostoru od oko 10.000.000 m² za koji se sumnjalo da je miniran u pograničnom području sa Hrvatskom, u selima Jamena, Morović i Batrovci u opštini Šid.
Utvrđeno je da su protivpešadijske i protivtenkovske mine bile postavljene na površini od 5.906.791 m². Razminiranje navedenog prostora završeno je 10.novembra 2009. godine, prema 44 projekta Centra. Pronađeno je i uništeno 5.139 raznih vrsta mina. Razminirano zemljište je vraćeno na upotrebu i bezbedno se koristi.
Za razminiranje navedenog prostora ITF je iz donacija SAD, Španije, Nemačke, Norveške, Kanade, Češke i EU obezbedio sredstva za realizaciju 43 projekta, dok je jedan projekat finansirala Građevinska direkcija Srbije.
Na teritoriji Srbije, u pograničnom području sa Hrvatskom više nema minskih polja.
Zalihe protivpešadijskih mina su uništene u maju 2007. godine.
Protivpešadijske mine se ne proizvode u Srbiji.
Krajem 2009. godine, Centar je došao do saznanja da se uz administrativnu liniju sa Kosovom i Metohijom nalaze razne vrste mina. Centar je, uz pomoć Norveške narodne pomoći (NPA) i ITF-a, obavio izviđanje na tom prostoru. Utvrđeno je da se mine u Bujanovcu i Preševu nalaze na 10 lokacija, ukupne površine od oko 3.500.000 m². Centar je pripremio više projekata za razminiranje i u 2012. godini, nakon lobiranja kod ITF-a i drugih donatora, obezbeđena su sredstva za realizaciju dva projekta Centra, i to jednog u Preševu, površine od 88.032 m², za čiju realizaciju je sredstva, preko ITF-a, izdvojila Vlada SAD, i jednog u Bujanovcu, površine od 75.987 m², za čiju realizaciju je sredstva, preko ITF-a, izdvojila Savezna Republika Nemačka.
U 2013. godini, iako je Centar pripremio više projekata za razminiranje mina, nije bilo razminiranja zbog nedostatka novca za realizaciju tih projekata.
U toku 2014. godine realizovana su dva projekta Centra za razminiranje za čiju realizaciju je sredstva, preko ITF-a, obezbedila Vlada SAD, u opštini Preševo, ukupne površine od 270.616 m².
U toku 2017. godine realizovan je jedan projekat Centra za razminiranje u opštini Bujanovac, ukupne površine 275.800 m², za čiju realizaciju je sredstva izdvojila Vlada Republike Srbije, a koja su, preko ITF-a, uvećana sredstvima Vlade SAD. Aprila 2018. godine realizovan je projekat Centra za razminiranje, takođe u opštini Bujanovac, ukupne površine 113.600 m², za čiju realizaciju je sredstva izdvojila Vlada Republike Srbije, a koja su, preko ITF-a, uvećana sredstvima Vlade SAD.
U periodu septembar-decembar 2018. godine, realizovana su 4 projekta Centra za razminiranje, takođe u opštini Bujanovac, ukupne površine 509.420 m², za čiju realizaciju je sredstva izdvojila Vlada Republike Srbije, a koja su, preko ITF-a, uvećana sredstvima Vlade SAD i Vlade Republike Koreje.
U periodu jun-novembar 2019. godine, realizovana su 3 projekta Centra za razminiranje, takođe u opštini Bujanovac, ukupne površine 606.210 m².
Sredstva za realizaciju jednog projekta izdvojila je Vlada Republike Srbije, a koja su, preko ITF-a, uvećana sredstvima Vlade SAD i Vlade Republike Koreje.
Jedan projekat finansirala je Vlada Japana, uz podršku SAD, preko ITF-a.
Jedan projekat finansiralo je Akcionarsko društvo „Elektromreža Srbije“ - Direkcija za održavanje prenosnog sistema, Beograd. U periodu oktobar - decembar 2020. godine, realizovan je 1 projekat Centra za razminiranje, u opštini Bujanovac, ukupne površine 269.280 m². Sredstva za realizaciju projekta izdvojila je Vlada Republike Srbije, koja su, preko ITF-a, uvećana sredstvima Vlade SAD.
U oktobru 2021. godine, realizovan je 1 projekat Centra za razminiranje, u opštini Bujanovac, ukupne površine 294.230 m². Sredstva za realizaciju ovog projekta izdvojila je Vlada Republike Srbije, koja su, preko ITF-a, uvećana sredstvima Vlade Republike Koreje i Vlade SAD.
Takođe, u oktobru 2021. godine, realizovan je Projekat za razminiranje trase dalekovoda 10kV i 110kV na teritoriji opštine Bujanovac, ukupne površine 298.700 m². Sredstva je, preko ITF-a, izdvojila Vlada SAD.
Sumnja se da se u Bujanovcu mine nalaze na još oko 600.000 m², kao i na lokacijama na kojima su avgusta 2019.godine i avgusta 2021. godine izbijali požari, a po rečima očevidaca, na više mesta čule su se eksplozije nakon požara, što ukazuje na postojanje minski eksplozivnih sredstava na tom prostoru. Izviđanje na tom prostoru radi potvrđivanja ili odbacivanja sumnji o njegovoj miniranosti biće obavljeno u narednom periodu.

#### Podaci o ostacima ostalih neeksplodiranih ubojitih sredstva (NUS) na teritoriji Srbije
Sumnja se da se, nakon požara i eksplozija u vojnim magacinima (Paraćin, Kraljevo, Vranje), van vojnih objekata još uvek nalaze razne vrste NUS na površini od oko 13.500.000 m².
Za ostale lokacije za koje se sumnja da su zagađene različitim vrstama NUS, u toku je izviđanje radi preliminarne procene rizika.
Ruska državna agencija „Emercom “ je u periodu 2009-2018. godine, kao pomoć Rusije našoj zemlji u oblasti humanitarnog razminiranja, prema našim projektima i uz naš nadzor, obavila razminiranje na 12 lokacija u Paraćinu i Ćupriji, ukupne površine od 5.986.060 m², na kojima je pronađeno i uništeno 12.826 komada raznih vrsta NUS-a.

##### Podaci o ostacima NUS-a u vodenim tokovima na teritoriji Srbije
Od bombardovanja naše zemlje 1999. godine, neeksplodirane avionske bombe-rakete nalaze se i u reci Savi i reci Dunav: (Most Bogojevo - Erdut, Most Bačka Palanka - Ilok, Novi Sad 1 - uzvodno od mosta Sloboda, Novi Sad 2 - nizvodno od železničkog mosta, Luka Pančevo, Dalekovod Ritopek - Ivanovo, Most Smederevo - Kovin, Luka Prahovo, Šabac, Obrenovac 1 - u blizini termoelektrane, Obrenovac 2 - u blizini fabrike Barič).
Sumnja se da se u reci Savi na području sela Jamena nalaze improvizovane minske naprave zaostale iz perioda sukoba 1991-1995. godine.
U Đerdapskoj klisuri na Dunavu, na teritoriji Srbije, u blizini Prahova, 1944. godine potopljeni su nemački ratni brodovi sa protivbrodskim minama i drugim ubojitim sredstvima. Na ovoj lokaciji je 2006. godine obavljeno izviđanje i utvrđeno je da su tu potopljena 23 broda, a da se na 4 broda nalaze protivbrodske mine i drugi NUS, koji otežavaju plovidbu brodova tim delom Dunava i predstavljaju stalnu opasnost za ljude i životnu sredinu.
Za ostale lokacije u vodenim tokovima Srbije, za koje se sumnja da su zagađene različitim vrstama NUS, u toku je izviđanje radi preliminarne procene rizika.

#### Međunarodna saradnja sa ostalim institucijama Centra za humanitarno razminiranje Republike Srbije
Centar za razminiranje ostvaruje međunarodnu saradnju sa brojnim subjektima. Saradnja sa ITF-om, kao i regionalna saradnja kroz razne forme rada Saveta za koordinaciju protivminskog delovanja u jugoistočnoj Evropi, čiji je Centar član, daje dobre rezultate.
Nakon osnivanja Centra, ITF je snažno podržao Centar u prvo vreme obezbeđujući donacije za obuku kadrova, tehničko opremanje i izviđanje minski sumnjivog prostora, a već 2003. godine počeo je sa finansiranjem naših projekata za humanitarno razminiranje.
ITF i Centar su potpisali Memorandum o razumevanju kojim se dalje unapređuje saradnja između Centra i ITF-a.
Centar je uspostavio saradnju i sa Ministarstvom za vanredne situacije Ruske Federacije i ruskom državnom agencijom „Emercom“, koja već devetu godinu, kao pomoć Rusije našoj zemlji, obavlja razminiranje u Srbiji”.
Centar i ruska državna agencija „Emercom“ su potpisali Memorandum o uzajamnom razumevanju kojim su stvorene pretpostavke za realizaciju - Programa humanitarnog razminiranja u Srbiji, koji finansira Rusija.

#### Finansiranje Centra za humanitarno razminiranja Republike Srbije
S obzirom da rešavanje problema u vezi sa humanitarnim razminiranjem u zemljama zapadnog Balkana dugo traje, a da se javila potreba za razminiranjem velikih površina u pojedinim zemljama Azije, Afrike, Bliskog istoka i nekih delova bivšeg SSSR-a, interes donatora za finansiranje razminiranja u regionu, pa i u Srbiji, slabi, jer donatori sve više svoja sredstva usmeravaju za razminiranje u zemljama izvan Evrope.
Pored navedenoga, sve su izraženiji zahtevi donatora da Srbija iz budžeta izdvaja sredstva za operacije razminiranja kao što to rade druge zemlje u regionu (Srbija do 2014. godine nije izdvajala sredstva iz budžeta za te namene).
U želji da poveća ili makar da zadrži dosadašnji nivo donacija za realizaciju projekata za razminiranje u našoj zemlji, Centar za razminiranje Republike Srbije na svim sastancima sa međunarodnim organizacijama i donatorima ističe da Srbija iz budžeta izdvaja sredstva za humanitarno razminiranje finansirajući rad Centra kao državnog organa koji se u celosti finansira iz budžeta, kao i za rad Sektora za vanredne situacije Ministarstva unutrašnjih poslova čiji stručnjaci skoro svakodnevno širom Srbije uništavaju neeksplodirana ubojita sredstva, uključujući i ona koja se pronalaze na površinama projekata koji se finansiraju iz donacija, ali da zbog teške ekonomske krize, Srbija nije bila u mogućnosti da u prethodnom periodu iz budžeta finansira operacije razminiranja.
Međutim, i pored toga, na sastancima država članica Konvencije o zabrani upotrebe, skladištenja, proizvodnje i prometa protivpešadijskih mina i o njihovom uništavanju, koji se održavaju na polugodišnjem i godišnjem nivou, Srbiji se upućuje preporuka da iz sopstvenih fondova izdvaja sredstva za razminiranje čime bi slala pozitivne signale donatorima i kako bi u rokovima određenim pomenutom Konvencijom izvršila preuzete obaveze u vezi sa razminiranjem.
Pored navedenog, Savezna Republika Nemačka je otišla i korak dalje, pa je zauzela stav da će finansirati neke projekte za razminiranje u Srbiji tek kada Srbija bude izdvojila makar 10% od vrednosti donacije koju daje Nemačka.
Ukoliko bi taj princip primenili i drugi donatori, to bi predstavljalo veliki problem za dalje razminiranje u Srbiji koje se skoro u celosti finansira iz donacija.
S obzirom na izneto, potrebno je na različitim nivoima, pa i diplomatskim putem, ukazati donatorima da Srbija čini sve što je moguće da se naša zemlja očisti od kasetne municije, mina i drugog NUS, ali da imajući u vidu ekonomsku situaciju u Srbiji apelujemo na države donatore da nastave sa pružanjem pomoći Srbiji u oblasti humanitarnog razminiranja.

## Galerija slika
- Nemačka odskočna mina S-Mine
- Jugoslovenska protivpešadijska mina proizvedena od strane IMP (Balkan 1996)
- Ruska protivpešadijska mina MON-50 s usmerenim dejstvom
- Blast mine - American M14
- Blast mines - Russian PMN1 and PMN2
- Blast mine - Italian TS-50 in-situ
- Blast mine - Italian VS-MK2 (poprečni presek)
- Jugoslovenska odskočna mina PROM-1
- Protivpešadijska mina Antimagnetna 2, PMA-2. Jugoslavija.
- nagazna mina od Nacističke Nemačke tzv. "Šrapnelmina", S-mina
- Više vrsta protivtenkovskih i pješačkih mina.
- M16 mina, SAD kopija Nemačke S-mine
- M18 Claymore mina usmerenog dejstva

- U drugom svetskom ratu tenk M4 Sherman je bio opremljen za čišćenje minskih polje
- Hidrema vozilo za deminiranje.[44]
- Casspir sa čeličnim oklopom kabine za vozače takođe vozilo za deminiranje
- IDF Caterpillar D9 koristi standardne specijalne mini-plugove za izbacivanja mina na površinu zemlje

## Spoljašje veze
- (језик: енглески) Danska grupa za razminiranje Архивирано 2010-12-25 на сајту
- (језик: енглески) Danski savet za izbeglice
- (језик: енглески) Globalna alijansa za borbu protiv oružanog nasilja[мртва веза]
- (језик: енглески) Mine Action Coordination Center
- (језик: енглески) UNMAS Global Advocate Daniel Craig walks through a live minefield.
- (језик: енглески) Mreža za međunarodne odnose i bezbednost GICHD.
- (језик: енглески) Konvencija o zabrani protivpešadijskih mina.
- (језик: енглески) APOPO Sajt